# Proneotherium repenningi
Proneotherium repenningi (лат.) — вид вымерших морских млекопитающих из семейства моржовые отряда хищных. Единственный вид рода Proneotherium. Жил примерно от 20,44 до 15,97 млн лет назад в раннем миоцене на территории современного штата Орегон, США.

## Открытие
Четыре экземпляра Proneotherium были обнаружены в формации Астория округа Линкольн, штат Орегон, США. Эти образцы включали черепные и посткраниальные останки, и все они, как полагают, являются взрослыми самцами.

## Описание
Proneotherium внешне больше походили на современных морских котиков и морских львов, чем на современных моржей. У них не было длинных бивней, и они были стройнее и меньше своих современных родственников.
Аутапоморфии окаменелостей Proneotherium включают непрерывный горизонтальный гребень, соединяющий сосцевидный отросток и парокципитальный отросток черепа. Зубы также менее секодонтные по функциям и внешнему виду, чем у более базальных видов. Это, вероятно, показывает медленный переход от рыбоядной диеты к основанной на моллюсках диете современных моржей. Задние конечности Proneotherium также показывают начало эволюционного перехода от наземного образа жизни к более водному.

## Таксономия
Proneotherium одни из самых базальных представителей Odobenidae. Сестринская группа — близкородственный род Prototaria.